# Johanneshusmordet
Johanneshusmordet eller Johannishusmordet var ett känt svenskt mord som begicks den 7 oktober 1899.
Theodor Julius Sallrot (född 12 april 1879) och Ernst Cederberg var kollegor. När Sallrot inte kunde bekosta sina utsvävningar och inte ville be sin rika familj om hjälp, beslutade han sig för att råna sin vän som arbetade på järnvägsstationen i Johannishus i Blekinge.
Den 7 oktober 1899 cyklade Sallrot till stationen och umgicks med Cederberg innan han försökte mörda honom med en sten inlindad i en näsduk, med en kniv och med en pistol. Cederberg lyckades ändå ta sig till järnvägsspåren innan Sallrot hann ikapp och kastade sten på honom. Han avslutade dådet med att skära halsen av honom och rensa kassaskåpet på 330 kronor.
Efter rånmordet försökte Sallrot kasta skulden på en okänd man, men erkände snart och dömdes till döden. Sveriges enda kvarvarande skarprättare, Anders Gustaf Dahlman, fick resa ned till Karlskrona. Avrättningen skedde på fängelsegården på morgonen den 5 juli 1900. Sallrot begravdes i hemtrakten.
Journalisten Christer Isakssons bok För ung att dö - en mördare och hans bödel (Prisma 2007) handlar om Sallrot, mordet och hans avrättning. Boken utsågs till Årets bästa fackbok av Svenska Deckarakademin i november 2007.